# 艾伦·迪克森
艾伦·J·迪克森（英語：Alan J. Dixon，1927年7月7日—2014年7月6日），美国民主党政治家。他于1951年至1971年担任伊利诺伊州议会议员，1971年至1977年担任伊利诺伊州财政部长，1977年至1981年担任伊利诺伊州州务卿，并在1981年至1993年期间担任美国联邦参议员。

## 早年生活
迪克森于1927年7月7日出生在伊利诺伊州贝尔维尔。他在伊利诺伊州公立学校完成基础教育后，先在获得伊利诺伊大学厄巴纳-香槟分校学士学位，后于1949年取得华盛顿大学法学院法律博士学位。在此期间，他加入了威廉姆斯学院兄弟会。第二次世界大战期间，迪克森曾在美国海军服役。

## 政治生涯

### 卡尔罗夫和迪克森竞选事件
1970年秋，后来在小布什政府中担任白宫副幕僚长的卡爾·羅夫使用假身份进入迪克森竞选伊利诺伊州财政部长的办公室，偷走了1,000张印有竞选信笺的纸张。随后，罗夫制作了虚假的竞选集会传单，承诺“免费啤酒、免费食物、女孩和无所事事的美好时光”，并在摇滚音乐会和无家可归者收容所分发这些传单，试图扰乱迪克森的集会。然而，迪克森最终还是赢得了选举。直到1973年8月，罗夫的这一行为才为公众所知。1999年，罗夫在接受《达拉斯晨报》采访时表示：“那是我19岁时做的一次恶作剧，我对此感到后悔。”

### 1976年选举
1976年，迪克森当选为伊利诺伊州州务卿。此次选举正值民主党内部动荡时期：时任州长丹·沃克失去党内支持，在初选中失利。迪克森当选时，其州财政部长任期尚余两年。为避免沃克任命自己或其他人继任州财政部长职位，迪克森与即将上任的共和党州长詹姆斯·汤普森达成协议：若汤普森同意其提名的州财政部长人选，迪克森将在汤普森就职后辞职。迪克森选择提名州财政部长办公室的高级公务员唐纳德·R·史密斯接任州财政部长，并让其承诺不竞选连任。此后迪克森一直担任州务卿，直至1981年当选为伊利诺伊州联邦参议员。

### 美国参议院
迪克森通常被认为是温和派，且在全国范围内的知名度不如他的两位伊利诺伊州同事查尔斯·珀西和保罗·瑟蒙德，后者曾分别竞选过总统。1992年，迪克森在美国参议院民主党初选中败给了卡罗尔·莫斯利·布劳恩，这一失败震惊了政界。当时，十多年来没有任何参议员在初选中落败，而迪克森则拥有长期的选举成功记录。支持克拉伦斯·托马斯进入最高法院是导致他失败的原因之一。在竞选期间，布劳恩严厉批评迪克森支持克拉倫斯·托馬斯的提名，尽管托马斯被控性骚扰安妮塔·希尔。

## 晚年生活
迪克森在1994年和1995年曾担任国防基地调整和关闭委员会主席。参议院任期结束后，他回到圣路易斯的布莱恩·凯夫律師事務所恢复执业，并定居在伊利诺伊州费尔维尤高地。2014年7月6日，迪克森因自然原因去世，距他的87岁生日仅剩一天。他的自传《来自伊利诺伊州的绅士：四十年民选公职人员的故事》于2013年由南伊利诺伊大学出版社出版。